# 雨刷

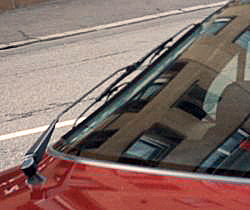
雨刷

雨刷又稱為刮水器、水撥、雨刮器或擋風玻璃雨刷，是用來刷刮除附著於車輛擋風玻璃上的雨點及灰塵的設備，以改善駕駛人的能見度，增加行車安全。因為法律要求，幾乎所有地方的汽車都帶有雨刷。掀背車及休旅車等車輛的後車窗也裝有雨刷。除了汽車外，其他運輸工具也設置了雨刷，像是火車、電車、機車、飛機及船隻等。某部份工程用機具，如挖土機、起重機等亦裝有雨刷。

## 概述
雨刷通常帶有一個臂膀，在一定點上轉動，以一條長橡膠葉片跟另外一邊連接在一起。臂膀多数由电动机提供动力，少数由空气动力推动。這葉片會在玻璃上來回搖擺，將水滴或灰尘推離其表面。雨刷的速度通常可以自行調整，以不同的速度連續轉動或是間歇式轉動，有些雨刷可調整間歇式轉動的速度。配合雨刷則有噴水器將水噴到擋風玻璃以濕潤玻璃表面並除去髒污。不可在無水濕潤的擋風玻璃下使用雨刷，否則易使雨刷及擋風玻璃受損。
部份車輛裝有雨滴感應式雨刷，根據位於擋風玻璃上方的感應器，感應區域內之水滴大小與雨量，自動調整雨刷速度，雨量愈大雨刷速度愈快。还有车辆配备额外的加热装置以应对冬日的低温。除霜系统可以防止冰雪堆积在雨刷器上。

## 發展歷史
自1885年德國卡爾·弗里德利希·本茨（Karl Friedrich Benz）發明第一輛汽車、1908年美國亨利·福特（Henry Ford）大量生產汽車以來，當時所有的汽車都沒有雨刷這種安全裝置。後來1917年一位美國籍的歐謝（J. R. Oishei）在紐約州水牛城的雨夜裡駕車，不慎撞傷一名騎著單車的少年。為了杜絕此類意外再度發生，他發明了一種金屬桿上帶著槽狀橡膠條、以手撥搖的雨刷，透過他成立的特瑞科公司（TRICO，全名為Tri-Continental Corporation，因電報縮寫成如此）製造銷售。
不過以當時的手排汽車而言，一邊開車一邊手動搖著雨刷相當危險，於是他又開發出隨著汽車引擎轉速驅動的幫浦式雨刷，問題是雨刷隨著車速快慢而擺動，塞車或停止時雨刷也隨著停下來。後來，他在1917年成功地結合雨刷連桿與馬達，成為現代雨刷的始祖。

絕大部分的汽車或運輸車輛皆採用此型式之雨刷
某些轎車如本田思域、多功能休旅車、日本中型卡車或者新型巴士等採用此型式
西亞特汽車的Altea、第二代León、第三代Toledo等採此型式
標緻汽車AX等採此型式
速霸陸汽車XT、梅賽德斯-奔馳C級、lexus ifa部分跑車等採此型式
部分早期的巴士、校車等採此型式
DAF XF、日本重型卡車等採此型式
某些早期的消防車等採此型式
美軍的輪型運輸載具等採此型式
梅賽德斯-賓士的W140等採此型式

## 外部連結
- AutoNet汽車日報：百年不變雨刷的誕生始末 （页面存档备份，存于）